# Haramija

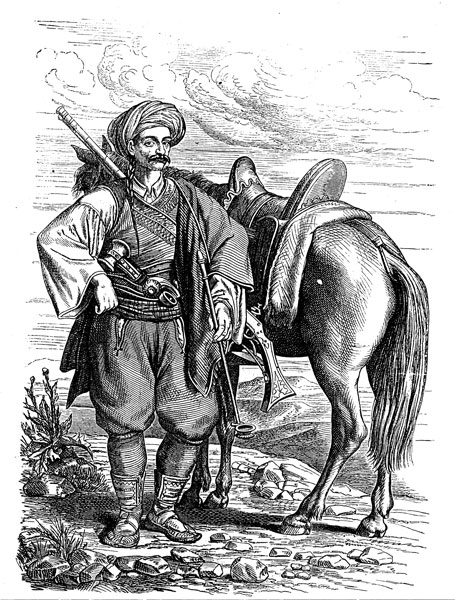
Harambaša aus dem westherzegowinisch-dalmatinischen Grenzraum. In der Bauchbinde: Kubura und Handžar. Linke Hand: Čibuk. Linke Schulter: türk. Muskete

Haramija (von türkisch harami für Bösewicht, Räuber, Bandit) bezeichnet in Südosteuropa einen Räuber oder Banditen. Als harambaša (türk. haramibaşı < harami („Bandit“) + baş („Kopf“) + Possessivsuffix -I : „Anführer der Haramija“) bezeichnete man den Anführer einer Haramija-Bande bzw. von Heiducken.
Die Bezeichnung Haramija wurde aber auch für bestimmte Soldaten oder Söldner verwendet. So kämpften im Dreißigjährigen Krieg Haramija als Teil der Kroatischen Reiterei an der Seite Wallensteins. Geschichten über Kriegsgräuel dieser Truppen wurden angeblich gezielt gefördert, um den Gegnern Angst einzujagen.